# 龙凤场镇
龙凤场乡，是中华人民共和国四川省巴中市通江县下辖的一个乡镇级行政单位。

## 行政区划
龙凤场乡下辖以下地区：
龙凤场街道社区、长岭村、方山子村、花山村、环山村、火焰沟村、酒店垭村、两路口村、锣村溪村、三清店村、石婆山村、鱼池梁村、亮洲坝村、八瓜山村、柏垭子村和双羊坪村。